# Stratus EA 81
Der Stratus EA 81 ist ein Flugzeugmotor des US-amerikanischen Herstellers Stratus 2000 aus Camano Island, Washington. Er ist für den Einsatz in Kitflugzeugen konzipiert.

## Entwicklung und Konstruktion
Der Stratus EA 81 ist ein wassergekühlter Viertaktvierzylinderboxermotor mit einer Nennleistung von 100 PS (74 kW) bei einer Nenndrehzahl von 5400 min−1. Er basiert auf dem Fahrzeugmotor EA-81 von Subaru. Die hohe Drehzahl des Motors wird mittels eines Propellergetriebes – in diesem Fall ein Riemengetriebe – auf ein für den Propeller geeignetes Maß reduziert. Der Motorblock besteht aus Aluminium.
Der Motor kann sowohl mit Einzel- oder Doppelvergaser als auch mit Einspritzsystem ausgerüstet werden. Die Zündung erfolgt über eine einzelne oder optional doppelte elektronische Zündanlage.

## Verwendung
- Airdale Backcountry[4]
- Avid Flyer[3]
- Cessna 150F[3]
- Zodiac CH 601[2]